# Organizzazione Nazionale per la Protezione delle Piante
Per Organizzazione Nazionale per la Protezione delle Piante (NPPO) si intende un'organizzazione ufficiale che opera a livello nazionale ed è responsabile della difesa dei vegetali.

## Compiti
Le Organizzazioni Nazionali per la Protezione delle Piante sono state istituite dai governi nazionali che hanno aderito alla Convenzione Internazionale per la Protezione delle Piante (IPPC) in attuazione della Convenzione stessa. Tali organizzazioni hanno il compito di:
- proteggere le risorse vegetali (piante coltivate, selvatiche e acquatiche) mediante l'adozione di appropriate misure fitosanitarie;
- favorire la sicurezza alimentare e ambientale mediante procedure che assicurino l'assenza di organismi nocivi;
- favorire la sicurezza del commercio internazionale dei prodotti agricoli mediante sistemi e procedure adeguate di certificazione fitosanitaria.

Le NPPO operano mediante controlli ufficiali condotti da personale adeguatamente formato e debitamente autorizzato, che riguardano: 
- i vegetali e prodotti vegetali oggetto di esportazione, per cui vengono rilasciati i certificati fitosanitari di esportazione;
- i vegetali oggetto di importazione, che vengono controllati attraverso i punti di ingresso doganali;
- le piante coltivate e le piante selvatiche, che vengono controllate sul territorio (vivai, aziende agricole, zone boschive, ecc.).

## Modelli organizzativi
Le NPPO dipendono generalmente dai Ministeri dell'Agricoltura. I modelli organizzativi più diffusi sono di due tipi:
- modello centralizzato, in cui gli uffici periferici, con le strutture e il personale, dipendono direttamente dal Ministero dell'Agricoltura:
- modello decentrato, in cui il Ministero dell'Agricoltura ha compiti di indirizzo e coordinamento, mentre gli uffici periferici con il relativo personale dipendono da strutture regionali autonome o semiautonome.